# Llocs de la revolució industrial de l'era Meiji al Japó: siderúrgia, construccions navals i extracció d'hulla
Els Llocs de la revolució industrial de l'era Meiji al Japó: siderúrgia, construccions navals i extracció d'hulla (明治日本の産業革命遺産 製鉄・鉄鋼、造船、石炭産業, Meiji Nihon no sangyōkakumeiisan seitetsu: tekkō, zōsen, sekitansangyō) són un grup de llocs històrics que van representar un important factor per a la industrialització del Japó, durant els períodes Bakumatsu i l'Era Meiji, i formen part del Patrimoni industrial del país. L'any 2009 es va demanar la inclusió conjunta dins la llista del patrimoni de la Humanitat de la UNESCO sota els criteris ii, iii i iv; va ser acceptada en la 39a reunió del Comitè del Patrimoni Mundial, el juliol de 2015, sota els criteris ii i iv.
Van ser registrades vuit prefectures japoneses, amb un total de trenta llocs inclosos sota la mateixa denominació.

## Yamaguchi: Hagi
Llocs proto-industrials de Hagi i culturals del Període Edo. A Hagi, Prefectura de Yamaguchi.
| Lloc                                                                     | Comentaris                           | Imatge |
| ------------------------------------------------------------------------ | ------------------------------------ | ------ |
| Forn de reverbero de Hagi (萩反射炉, Hagi hansharo)                      | Lloc històric                        |        |
| Ebisugahana shipyard (恵美須ヶ鼻造船所跡, Ebisugahana zōsensho ato)      | Lloc històric                        |        |
| Tatara de Ōitayama (大板山たたら製鉄遺跡, Ōitayama tatara seitetsui ato) | Lloc històric                        |        |
| Acadèmia Shōkasonjuku (松下村塾, Shōkason juku)                          | Lloc històric                        |        |
| Hagi, castell Hagi (萩城下町, Hagi jōkamachi)                            | Lloc històric; edificis tradicionals |        |

## Kagoshima: Kagoshima
Complexe industrial de Shūseikan; Kagoshima, Prefectura de Kagoshima.
| Lloc                                                                                        | Comentaris           | Imatge |
| ------------------------------------------------------------------------------------------- | -------------------- | ------ |
| Shūseikan (旧集成館, kyū Shūseikan)                                                         | Lloc històric        |        |
| Fàbrica de maquinària de Shūseikan (旧集成館機械工場, Shūseikan kikai kōjō)                 | Be cultural del Japó |        |
| Residencies dels enginyers Kagoshima (旧鹿児島紡績所技師館, kyū Kagoshima hōsekijogishikan) | Be cultural del Japó |        |
| Bateria d'artilleria Gionnosu (祇園之洲砲台跡, Gionnosu hōdai ato)                          |                      |        |

## Saga: Saga
Mietsu shipyard; Saga, Prefectura de Saga.
| Instal·lacions navals de Mietsu (三重津海軍所跡, Mietsu kaigunsho ato) naval(三重津海軍所跡,Mietsu kaigunsho ato?) |

## Iwate: Kamaishi
Hashino, mina de ferro; Kamaishi, Prefectura de Iwate
| Lloc                                                                                                  | Comentaris    | Imatge |
| --- | ------------- | ------ |
| Mina de ferro de Hashino i fosa (橋野鉄鉱山および関連施設, Hashino tetsu kōzan oyobi kanren shisetsu) | Lloc històric |        |

## Nagasaki: Nagasaki
Drassana de Nagasaki, illes mineres de carbó i llocs associats; Nagasaki, Prefectura de Nagasaki.
| Lloc                                                                                   | Comentaris                                               | Imatge |
| -------------------------------------------------------------------------------------- | -------------------------------------------------------- | ------ |
| Moll i drassana Kosuge (小菅修船場跡, Kosuge shūsenba ato)                             | Lloc històric                                            |        |
| Accés a la mina Hokkei, mina de carbó de Takashima (北渓井坑跡, Hokkei seikō ato)      | Be cultural del Japó. Lloc històric                      |        |
| Mina de carbó de Hashima (端島炭坑, Hashima tankō)                                     |                                                          |        |
| Casa Glover (旧グラバー住宅, kyū Gulabā jūtaku)                                        | Be cultural del Japó                                     |        |
| Drassanes Mitsubishi a Nagasaki (長崎造船所関連施設, Nagasaki zōsenjo kanren shisetsu) | inclosa l'antiga grua portuària de 1909, entre d'altres. |        |

## Yamaguchi: Shimonoseki
Lloc de la batalla de Shimonoseki i far ; Shimonoseki, Prefectura de Yamaguchi
| Lloc                                                                                         | Comentaris | Imatge |
| -------------------------------------------------------------------------------------------- | ---------- | ------ |
| Bateria d'artilleria Maeda (前田砲台跡, Maeda hōdai ato) Maeda (前田砲台跡, Maeda hōdai ato) |            |        |
| Far Mutsurejima (六連島灯台, Mutsurejima tōdai?)                                             |            |        |

## Fukuoka: Ōmuta; Kumamoto: Arao, Uki
Mina de carbó de Miike, ferrocarril i port; Ōmuta, Prefectura de Fukuoka, Arao i Uki, Prefectura de Kumamoto
| lloc | Comentaris                             | Imatge |
| --- | -------------------------------------- | ------ |
| Mina de carbó de Miike (三井石炭鉱業株式会社三池炭鉱宮原坑施設, Mitsui sekitan kōgyō kabushikigaisha, Miike tankō Miyahara ana shisetsu) | Be cultural del Japó                   |        |
| Port i instal·lacions del ferrocarril de la indústria minera de Miike (三池港・三池炭鉱専用鉄道, Miikekō ・Miike tankō senyō tetsudō)    |                                        |        |
| Port oest de Misumi (三角西港, Misumi nishikō)                                                                                           | construït el 1887; be cultural de japó |        |

## Fukuoka: Kitakyūshū
Manufactures d'acer a Yawata; Kitakyūshū, Prefectura de Fukuoka.
| Lloc | Comentaris | Imatge |
| --- | ---------- | ------ |
| Propietats estatals de manufactura d'acer de Yawata (旧官営八幡製鐵所関連施設, kyū kanei Yahata seitetsusho kanren shisetsu) |            |        |
| Estació de bombeig del riu Onga (遠賀川ポンプ場, Ongagawa ponpuba)                                                           |            |        |